# Полярна експедиція О. В. Колчака
Полярова рятувальна експедиція лейтенанта Колчака (1903 рік) була споряджена Імператорською Академією наук для з'ясування долі зниклих безвісти груп Е. В. Толля і О. А. Бірулі, які брали участь у Російської полярної експедиції 1900–1902 років, та надання їм допомоги. 7-місячну пошукову експедицію зі складним 90-денним морським санно-шлюпочним походом було виконано на межі людських можливостей і без втрат.
Крім вирішення суто рятувальних завдань, експедиція провела велику дослідницьку роботу: було відкрито й описано невідомі до того географічні об'єкти, уточнено обриси лінії берегів, внесено уточнення у природу льодоутворення. Керівник експедиції лейтенант Російського імператорського флоту О. В. Колчак за підсумками експедиції став четвертим полярним мандрівником, нагородженим Костянтинівською медаллю, після Ф. Нансена, О. Норденшельда і М. Д. Юргенса.
При радянської влади історія експедиції з ідеологічних міркувань зазнала радикальних спотворень.

## Передісторія

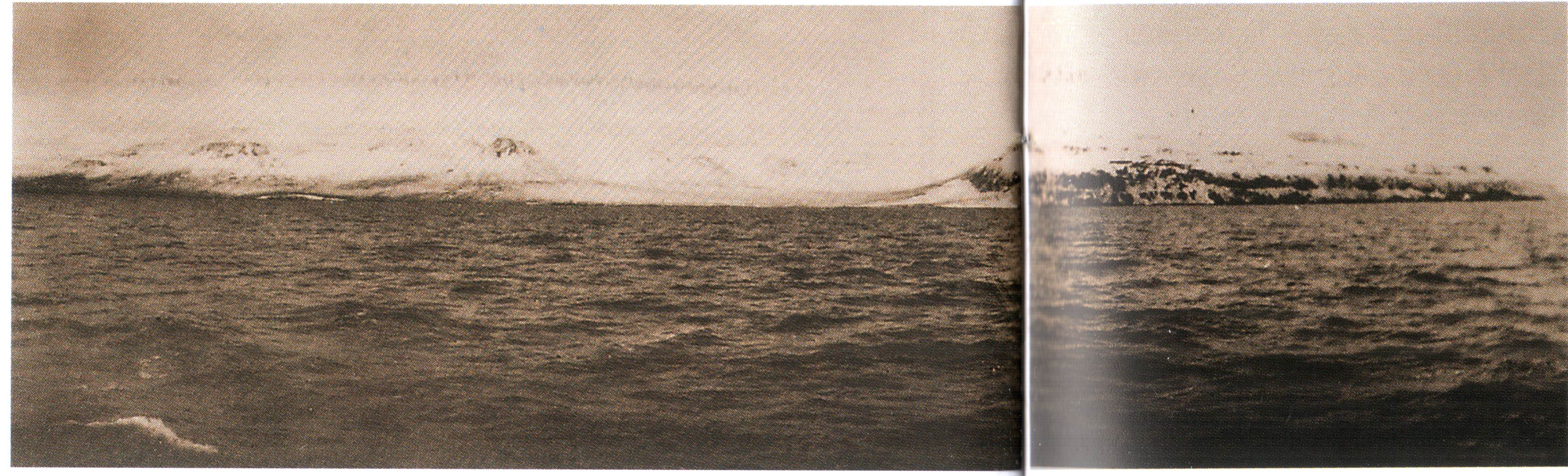
Вид на північну частину острова Беннетта

Прибулі в Санкт-Петербург наприкінці листопада – на початку грудня 1902 року учасники Російської полярної експедиції Ф. А. Матісен і О. В. Колчак, звітувавши перед Академією наук про виконану роботу, повідомили про здійснений керівником експедиції Е. В. Толлєм піший похід на острів Беннетта. З огляду на відсутність будь-яких звісток про долю двох груп дослідників, яких не вдалося забрати на зворотному шляху (другою була група Бялиницького-Бірулі, що пішла 29 квітня на острів Новий Сибір), їхня доля вкрай непокоїла Академію наук, Імператорське Російське географічне товариство і власне учасників експедиції, що повернулися.
Гостре почуття відповідальності і товариський обов'язок штовхали О. В. Колчака на швидкі і рішучі дії. Лейтенант був готовий взятися особисто керувати рятувальною експедицією. Хоча у Колчака не могло бути впевненості, що вона точно відбудеться, він все ж таки вирішив викласти на папері свій план порятунку і подати папір голові Комісії зі спорядження Російської полярної експедиції академіку Ф. Б. Шмідту.
9 грудня 1902 року відбулося засідання Комісії, куди було запрошено Матісен, Колчак і Воллосович. Усі були стурбовані з'ясуванням долі груп Толля і Бірулі та наданням їм допомоги. Відомий полярник академік Ф. М. Чернишов виступив із пропозицією знову йти до острова Беннетта на «Зорі» (рос. «Заря»), забезпечивши судно вугіллям, однак проти цього задуму рішуче виступив Матісен, вказуючи на «повну невпевненість у можливості досягнення поставленої мети»; на його думку, цей варіант міг самих рятувальників поставити у не менш небезпечне становище, а крім того, Матісен зазначав, що до часу прибуття шхуни до берегів острова Беннетта група Толля може його покинути — як власне і сталося. Пропонувалося відправити до району Новосибірських островів криголам «Єрмак», однак цей план було відкинуто через занадто велику осадку криголама і численну команду, яку неможливо було би прогодувати у разі вимушеної зимівлі криголаму в Арктиці. Пропонувалося зафрахтувати пароплав «Лена», який курсував маршрутом між Якутськом і гирлом Лени, проте власниця пароплава купчиха Громова навіть за доставку вугілля на острів Котельний попросила грошей більше, ніж коштувала сама «Зоря». Колчак запропонував інший план — відправитися на Новосибірські острови по кризі на санях, а звідти до острова Беннетта на шлюпці. Академик Ф. М. Чернишов — сам у минулому морський офіцер — схилився до плану Колчака, який рішуче заявив: «Якщо пройшов Де-Лонґ, пройдемо і ми!», і зголосився очолювати експедицію. Члени ради дивилися на Колчака як на хлопчика-лейтенанта, схильного до тієї ж особливої форми «північноманії», що й сам барон Толль, який кинувся на лижах у льоди Арктики у своїй останній ескападі; проте ентузіазм доповідача підкріплювався такою силою волі і вірою в успіх походу, що сивовласі вчені здалися і надали Колчаку повну свободу дій. Дослідник В. В. Синюков зазначає, що командир «Зорі» Матісен при обговоренні варіанта з човновим походом щодо свого бажання очолити експедицію «багатозначно промовчав», імовірно через те, що Колчак його випередив. Шлюпкова затія Колчака обіцяла бути не менш ризикованою, ніж сам піший похід барона Толля. Багато академіків, великодосвідчені роботою на Півночі, дуже скептично дивилися на здійсненність запропонованого підприємства.
Сам Колчак згодом писав із цього приводу:
|  | Затія ця була такого ж порядку, як і затія Толля, але іншого виходу не було, на моє переконання. Коли я запропонував цей план, мої супутники поставилися до нього надзвичайно скептично і казали, що це якесь божевілля, як і крок барона Толля. Але коли я запропонував самому взятися за виконання цього підприємства, то Академія наук дала мені кошти і погодилася надати мені можливість виконати цей план так, як я вважаю за потрібне. Оригінальний текст (рос.) Предприятие это было такого же порядка, как и предприятие Толля, но другого выхода не было, по моему убеждению. Когда я предложил этот план, мои спутники отнеслись к нему чрезвычайно скептически и говорили, что это какое-то безумие, как и шаг барона Толля. Но когда я предложил самому взяться за выполнение этого предприятия, то Академия наук дала мне средства и согласилась предоставить мне возможность выполнить этот план так, как я нахожу нужным. |

27 грудня 1902 року Колчак отримав офіційне запрошення секретаря Російської полярної експедиції В. Л. Біанкі приступити до спорядження шлюпкової експедиції та прийняти головування нею. Таке відповідальне доручення призвело до того, що Колчаку довелося відкласти своє весілля зі С. Ф. Оміровою. 16 січня О. В. Колчак отримав першу суму на проведення рятувальної експедиції.
Крім власне санно-шлюпкової експедиції, було споряджено і допоміжну партію під керівництвом іншого учасника Російської полярної експедиції Толля — політичного засланця М. І. Бруснєва, який безуспішно обстежив навесні – восени 1903 року береги островів Котельний і Фадєєвський.

## Хід експедиції

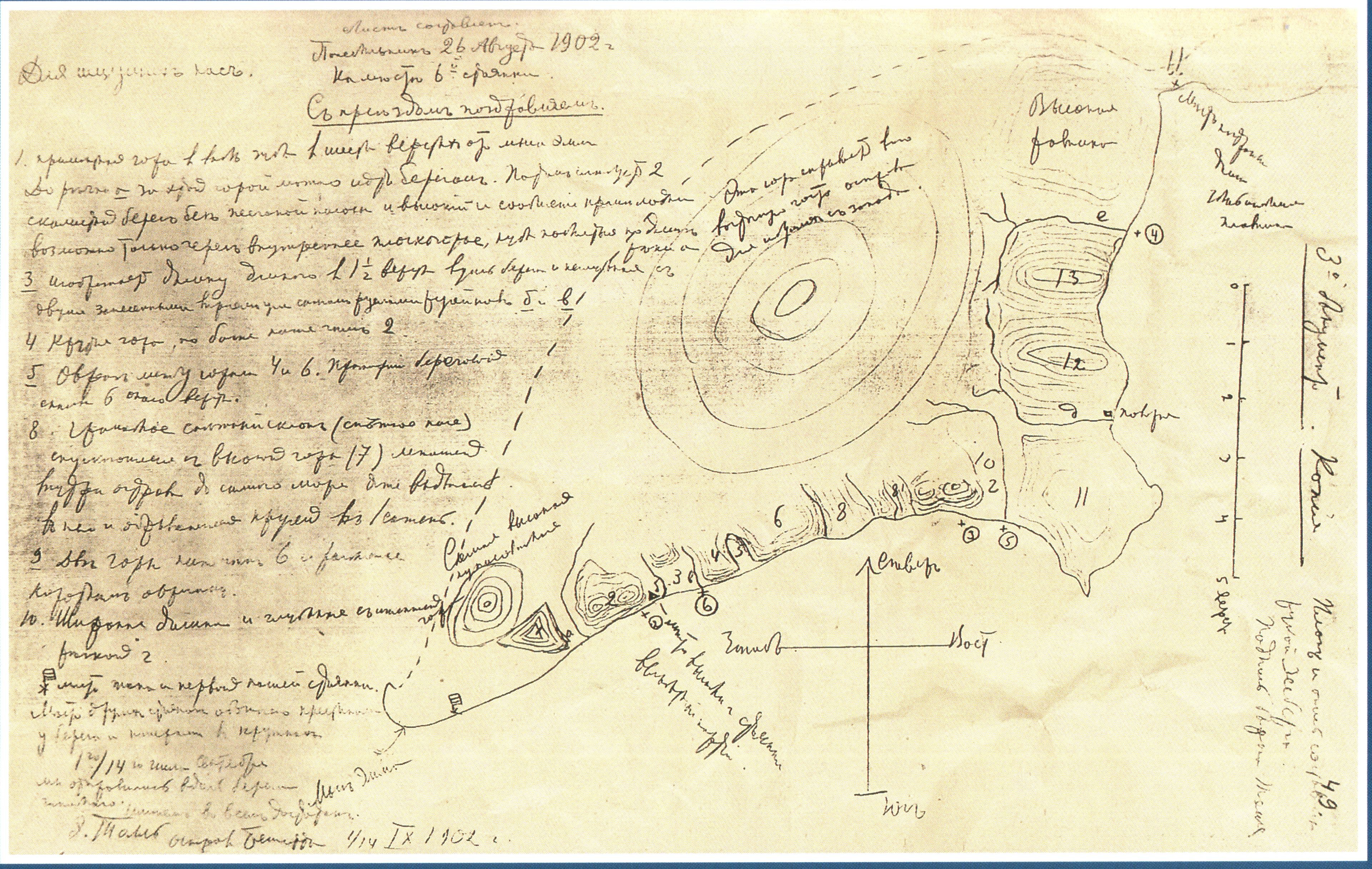
Одна із записок Е. В. Толля, залишена ним на острові Беннетта

Маршрут полярників пролягав через Ебеляхську губу до мису Святий Ніс.
5 травня 1903 року Колчак виступив з материка в напрямку Новосибірських островів, маючи своєю кінцевою ціллю острів Беннетта. Загальна чисельність експедиції, вважаючи самого начальника, становила 17 осіб, у тому числі семеро людей так званої вельботної команди. Експедицію супроводжували 10 нарт із поживком, одягом, боєприпасами, кожну з котрих тягли 13 собак. Вельбот було занурено на 2 нарти, котрі тягли 30 собак. По дорозі траплялися величезні тороси, крізь які доводилося прорубувати дорогу. Сніг і лід ставали пухкими, собаки тягли насилу, незважаючи на те, що вся експедиція йшла в лямках і впрягалася нарівні зі псами. Ішли тільки ночами, коли підморожувало, але все одно понад шість годин собаки тягнути відмовлялися, і проходити вдавалося лише кілька верст на добу.
Як писав Колчак, безпосередньо від Козачого похід набув рис арктичної експедиції: лісова рослинність швидко змінилася тундрою з її низькорослим покривом. Їжі для псів не вистачало і, дійшовши до Малого Ляхівського острова, Колчак відправив назад на материк 2 групи з 24 псами і 4 каюрами — щоб знизити кількість тих, хто літуватиме на Новосибірських островах. Експедиція мала провізії на 4 місяці, але доводилося її витрачати, враховуючи прокорм псів. Тому важливе значення надавали полюванню на оленів. Тим не менш, частину псів все ж таки довелося вбити через неможливість їх прогодувати.
23 травня дісталися південного краю острова Котельний і зупинилися у поварні «Михайлів стан». В очікуванні відкриття льодів встановили на вельботи полозья і почали готувати їх до плавання; полювали на поповнення запасів. Колчак, не марнуючи часу, почав писати свою «Полярну записку» про підготовку та хід Російської полярної експедиції. Також, незважаючи на зайнятість, лейтенант написав академіку Шмідту листа, в якому говорив про необхідність профінансувати роботу фахівців, які обробляють у Санкт-Петербурзі матеріали РПЕ; гроші були зрештою виділені академіку М. О. Рикачову та гідрохіміку А. А. Лебединцеву.
Під час походу Рятувальної експедиції на остров Беннетта можливості керівника з проведення наукових досліджень були дуже обмежені. Колчак писав, що він вів лише звичайні метеорологічні спостереження, робив астрономічні визначення задля визначення широти і довготи стану та визначення поправки хронометра, збирав останки посттретинних ссавців і спостерігав за льодами біля берегів. Помічник Колчака П. В. Оленін проводив ботанічні і зоологічні роботи.
Першу спробу вийти в море на вельботі було зроблено 10 липня, але, дійшовши до мису Ведмежого, рятувальники побачили за собою кригу, що щільно зімкнула усі ополонки і тріщини та насунулася на берег.
18 липня сильний північно-західний вітер відігнав від берега кригу і Колчак розпорядився вантажити вельбот. Вельботна команда (Колчак з двома матросами і чотирма мезенськими поморами) з півторамісячним запасом їжі рушила до Беннетта, мисливці ж — Оленін з якутами і тунгусами — залишилися на островах. Шлях експедиції лежав тепер від острова Котельний вздовж південними берегами Землі Бунге до острова Фадєєвський, вздовж його східних берегів до мису Благовіщення, від якого семеро полярників збиралися перейти через Благовіщенську протоку на Новий Сибір до мису Високого — стартового майданчику багатьох полярників — дослідників Арктики. У цьому переході мандрівників супроводжував постійний суцільний сніг, що перетворювався на потоки води і вимочував людей сильніше за дощ. Багато разів доводилося Колчаку і його супутникам стягувати вельбот із мілин, що було неминуче пов'язане з купанням у крижаній воді. Вельбот був зручнішим при пошуку проходів у крижаних полях, порівняно навіть з таким маневреним судном, як «Зоря».
26 липня на березі Фадєєвського острова партія Колчака зустрілася з партією матроса із «Зорі» Толстова, який літував у цих місцях, сподіваючись зустріти групу Толля. Слідів групи Толля вони не виявили ніде: ні на північних берегах Фадєєвського і Котельного островів, ані на Землі Бунге.
28 липня експедиція досягла мису Благовіщенського, з якого було видно вже мис Високий на острові Новий Сибір. Море, наскільки можна було його бачити, і протока покривала битий лід.
Колчак так описував цю частину своєї подорожі:
На мисі Високому Колчак зустрів свою допоміжну партію — Матісена, який літував тут за завданням Бруснєва, який ще в березні виявив тут сліди стоянки Толля та першу записку барона (від 11 липня 1902 року), де той повідомляв про відправлення на острів Беннетта. У прикріпленій до дерев'яного стовпа консервній банці з дощечкою з написом «Для листів» було виявлено записку барона з описом місцезнаходження депо з залишеними колекціями. Відпочивши добу у Бруснєва, команда вельбота продовжила свій шлях на острів Беннетта. Мисливці з загону Бруснєва, які повернулися після відходу вельботної команди, відмовилися вірити, що тут за їхньої відсутності був Колчак, який відбув далі, — настільки неймовірною здавалася можливість подорожувати Льодовитим океаном на шлюпці.
У цьому арктичному поході найважливішим розділом науки про море для Колчака, який завжди прагнув дослідницької роботи, стала гляціологія. Олександр Васильович виявив унікальне явище — існування прісного льоду під шаром морської води. Пояснення цього відкриття він дасть пізніше у своїй знаменитій монографії «Льод Карського і Сибірського морів» (рос. «Лёд Карского и Сибирского морей»). Однак усі свої сили Колчак цього разу витрачає на керівництво рятувальною експедицією; у зв'язку з серйозністю покладеного на нього доручення наука відходить на другий план.
2 серпня рушили морем вже безпосередньо до цілі походу, острова Беннетта, від якого їх відокремлювало 70 миль з гаком. Відкритим морем від мису Високого йшли тепер то на веслах, то під вітрилами. Сніг ішов, не перестаючи, завалюючи вельбот вологим м'яким покривом, який, таючи, вимочував людей гірше за дощ і змушував мерзнути сильніше, ніж у морозний зимовий день. Іноді відпочивали на міцних крижинах, іноді і на ненадійних уламках, один з яких в останню ніч перед закінченням плавання тріснув і мало не позбавив мандрівників вельбота. Боцман Бегічов безстрашно кинувся у крижану воду і затримав єдиний плавзасіб полярників, без якого всі семеро опинилися б на межі загибелі. Бравий оптиміст Никифор Бегічов весь час перебував поруч із начальником експедиції, який, у свою чергу, працював нарівні з усіма на межі людських сил, ніколи не втрачав самовладання, в критичних обставинах негайно віддавав необхідні розпорядження і відразу сам долучався у їхнє виконання.
4 серпня, знайшовши вузьке піщане узбережжя, вийшли на берег острова Беннетта і почали пошуки слідів групи Толля. Колчаку і його супутникам пощастило: за відсутності льоду до острова зазвичай дуже складно пристати через сильне хвилювання — 10 роками пізніше криголам «Таймир» не зможе висадити людей на цей берег і зробить це лише на північному березі острова. Для експедиції Колчака подібний розклад означав би смертельну небезпеку. Невеликий мис, на якому висадилося семеро полярників, Колчак назвав Преображенським — на честь дня Преображення Господнього, відзначуваний 6 серпня (за старим стилем). На березі було виявлено сліди стоянки Толля. Згідно з домовленістю, що була з Толлем, Колчак спершу рушив до мису Емми. Тут було знайдено пляшку із записками Толля та планом острова, які чекали адресата вже понад рік.
З того, що Колчак прочитав у виявлених записках Толля, слідував логічний висновок про те, що партія барона готувалася провести на острові зимівлю у разі, якщо не буде знята «Зорею». Однак пізніше, знайшовши за складеним Толлем планом острова поварню, Колчак виявить останню (від 26 жовтня 1902 року) записку керівника РПЕ у вигляді звіту на ім'я президента Імператорської академії наук з коротким описом острова, списком інструментів і колекцій та запискою про відплив з острова, з якої випливало, що Толль залишив острів із запасом провізії на 14–20 днів, вирушивши з Губи Павла Кеппена на південь, у бік материка. Вчитуючись знову і знову в записку Толля, Колчак намагався між рядками знайти причину, яка спонукала керівника РПЕ рушити з острова по плинній кризі за глибокої полярної ночі. Експедиція Колчака не виявила на острові ніяких слідів будівництва, хоча неможливо припускати, що Протодьяконів і Горохов, які чудово знали сувору вдачу Льодовитого океану, навіть не спробували би спроудити хоча б хату з плавника на випадок зимівлі. З якихось міркувань група Толля виключила зимівлю зі своїх планів.
Взявши з собою двох чоловік (Бегічова та І. Я. Інькова), Колчак рушив на інший бік острова, через два льодовики, туди, де була розташована поварня Толля. Перехід через другий льодовик — за 2–3 км від цілі — ледь не закінчився трагічно: перестрибуючи чергову тріщину, Колчак не розрахував стрибка і зник під водою. Кілька секунд його не було видно, потім на поверхні з'явилася вітровка. Схопившись за неї, Бегічов витяг командира на лід і перевдягнув у свою білизну. Непритомний від температурного шоку, Колчак прийшов до тями тільки після того, як Бегічов вклав йому в рот розпалену люльку. Бегічов запропонував Колчаку повернутися до табору разом з Іньковим, але Колчак не пішов назад, бо не хотів залишати Бегічова одного. Це купання в крижаній воді потім все життя позначалося на здоров'я О. В. Колчака. Поварню було знайдено на східному березі острова. Обійшовши стрімку скелю, Колчак вийшов до гирла невеликої річки, де стояла невеличка хатинка Толля. Колчак зазирнув усередину і відскочив зі словами «Вони померли». Бегичов заглянув у поварню і роздивився по кутках замерзлий сніг, який Колчак прийняв за тіла учасників групи Толля.
У поварні було знайдено останню записку Толля, адресовану президенту Академії наук, яка містила короткий звіт про виконану на острові працю. Толль писав, що площа острова Беннетта становить близько 200 квадратних верст, висота над рівнем моря — 457 м. Було вивчено геологічну будову острова, повідомлялося, що у долинах острова зустрічаються «вимиті кістки мамонта й інших четвертинних тварин». Згідно з обстеженням фавни острова, тут зустрічалися ведмеді, моржі, олені (стадо в 30 голів). З півночі на південь пролітали гусячі зграї. Записка закінчувалася словами «Вирушаємо сьогодні на південь. Провізії маємо на 14–20 днів. Усі здорові. 26 жовтня 1902 р.». Колчак виявив також ящик із зразками та геологічне приладдя.

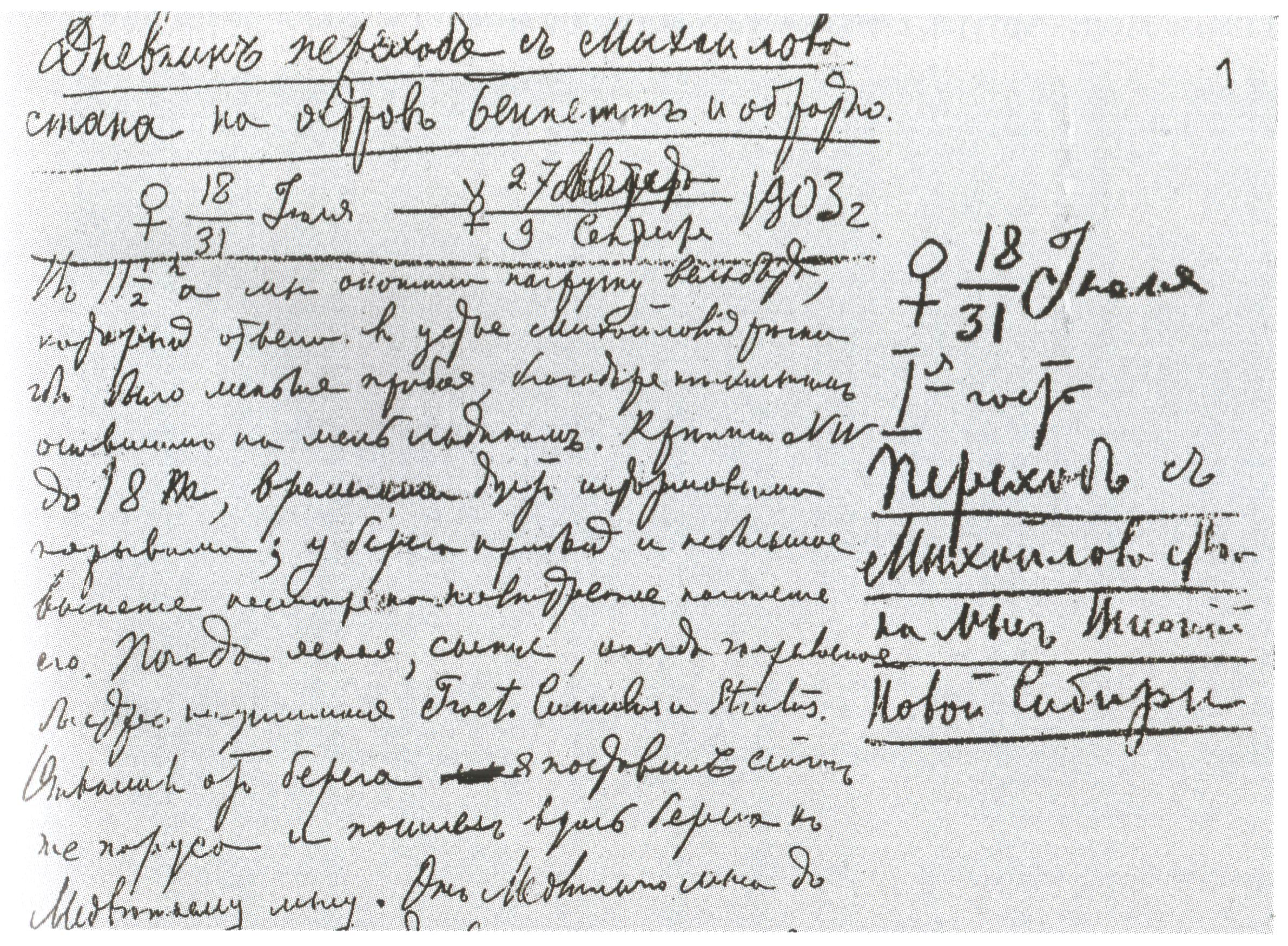
Перша сторінка рукопису А.В.Колчака «Щоденник переходу з Михайлова стану на острів Беннетта і назад»

Група Толля забезпечила собі дах, збудувавши з плавника кухню. Надлишок цього самого плавника міг служити і як паливо. Щодо харчів, то, за словами Колчака, «за якимось непорозумінням партією барона Толля не було використано зручний час для полювання і не було зроблено жодних запасів». Для задоволення поточних потреб у їжі велося полювання на оленів. Було вбито трьох ведмедів, м'яса яких вистачило б на кілька місяців, проте воно було кинуте на льоду.

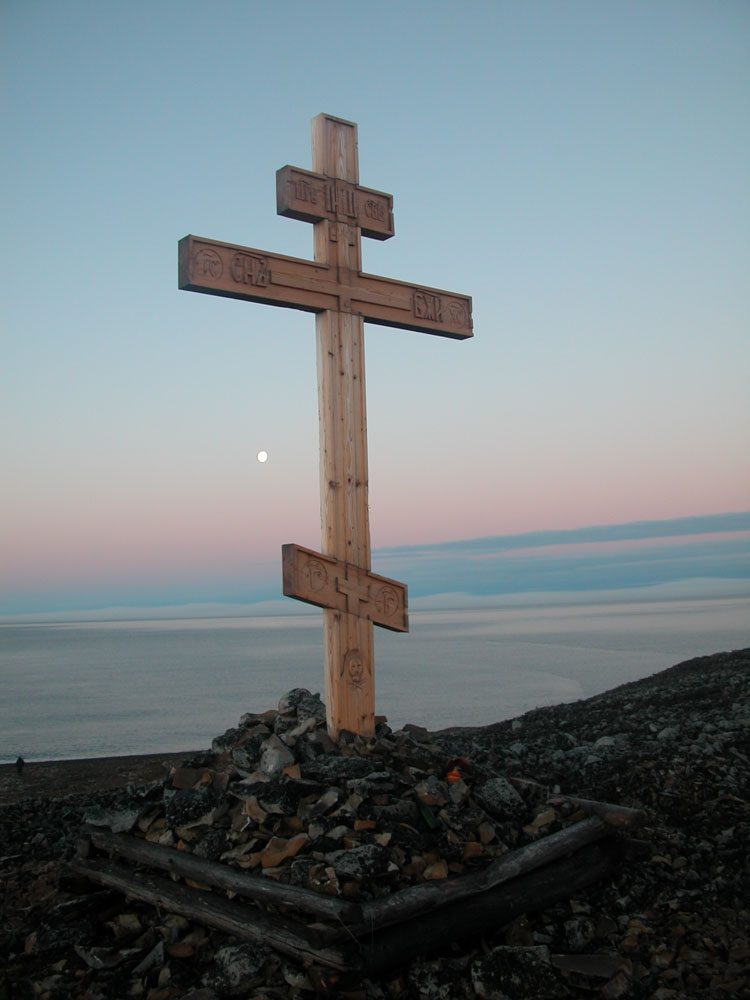
Православний хрест на честь 100-річчя рятувального походу на шлюпках під керівництвом Колчака на острів Беннетта 1903 року, встановлений полярною історико-меморіальною експедицією «Беннетт-2003» у серпні 2003 року

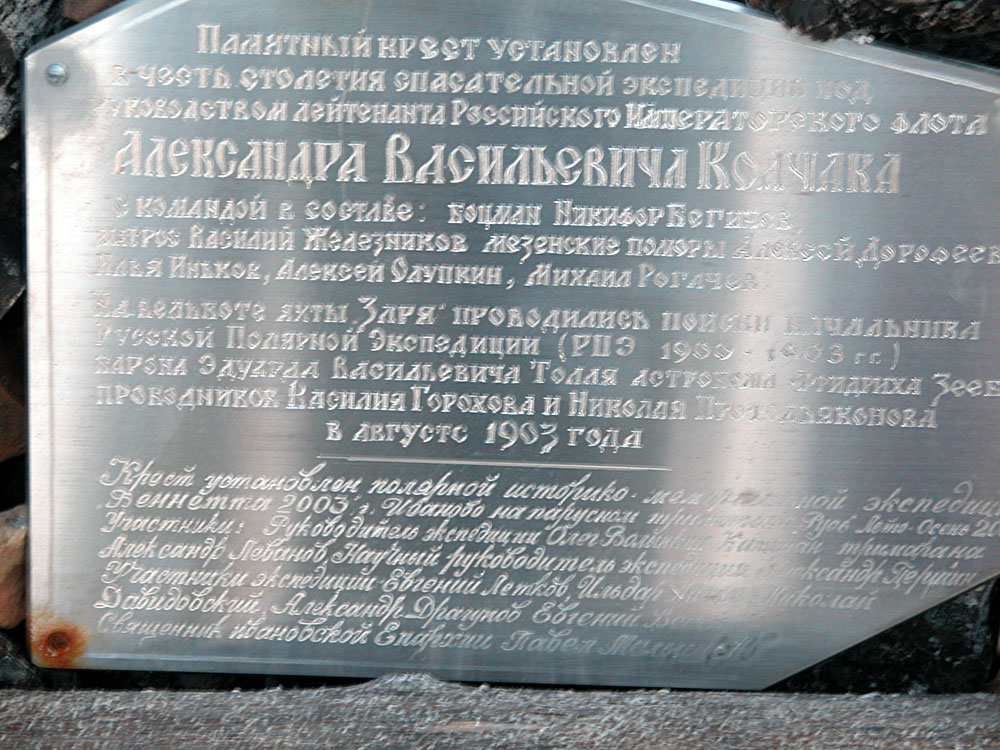
Вигравіруваний напис біля хреста

Як випливало зі знайдених матеріалів, група Толля прибула на острів Беннетта 21 липня. Враховуючи заплановане на середину серпня прибуття «Зорі», керівник мав два варіанти подальших дій: або обстеження острова, або облаштування на острові і заготівлю харчи на зиму. Цей варіант припускав зимівлю на острові, оскільки все підприємство з експедицією втрачало всякий сенс, якби, заготовивши поживку, Толль сів потім на «Зорю» і залишив недосліджений острів.
Толль, який мав схильність до прийняття ризикованих рішень, пішов на ризик і цього разу, вирішивши зосередити всі сили на дослідницькій роботі і зробити ставку на прихід «Зорі». Бездоглядно розпоряджаючись владою, цього разу Толль занапастив себе і трьох своїх супутників.
Коли стало зрозуміло, що «Зоря» вже не прийде, стріляти птахів і заготовляти їхнє м'ясо було запізно: у поварні експедицією Колчака було виявлено лише 30 набоїв для дробовика. Ведмедя вільно підстрелити також можна далеко не завжди. Олені пішли з острова Беннетта на південь восени, слідом за ними довелося йти і людям, які не мали навіть зміни одягу на випадок промокання. У групи Толля закінчувалося пальне для приготування їжі, а головне — для отримання прісної води. Зимівка обіцяла полярникам Толля лише голодну смерть, а похід на південь залишав єдиний, хай і мізерний шанс на порятунок. 26 жовтня 1902 року партія Толля рушила з острова на південь.
На думку дослідника Ю. В. Чайковського, розбір знайдених на острові Беннетта паперів дозволяє припустити, що в групі Толля, який проводив жорстку лінію на пошук Землі Санникова будь-що-будь, стався конфлікт, який не міг сприяти благополучному завершенню цього ризикованого діла. За 98 днів перебування на острові Беннетта Толль склав знайдену пізніше Колчаком мапу острова та розробив кілька маршрутів. Барону все ж довелося відмовитися від пошуків Землі Санникова, при цьому зимівля на острові, що намічалася раніше, була з незрозумілих причин відкинута, і четвірка полярників вирушила на південь у дуже важкий час, коли світловий день не перевищував 2–3 годин, а решту часу доводилося рухатися в умовах полярної ночі.
Колчак провів на острові три доби, побувавши в усіх трьох його кінцях. Північно-східний край острова Колчак назвав мисом Еммеліни Толль, південно-східний — півостровом Чернишова, а мису на цьому півострові Колчак дав ім'я Софії на честь своєї нареченої Софії Федорівни. Найвища гора отримала ім'я Де-Лонґа, інша стала називатися горою Толля. Двом льодовикам на вершинах цих гір було присвоєно ім'я Зеєберга. Не забуваючи про наукові дослідження, Колчак хотів виміряти висоту льодовиків, проте анероїд зіпсувався під час купання у воді.
Експедиція Колчака обстежила всі острови Новосибірської групи, проте слідів групи Толля ніде не виявили. Очевидно, група загинула під час переходу з Беннетта на Новий Сибір — подібний перехід на шлюпці і байдарці в умовах полярної ночі, листопадових снігових штормів та кашоподібного стану льоду практично неможливий. Залишені на південному напрямку запаси продовольства залишилися недоторканими. З речей Толля на острові було виявлено зібрані колекції, геодезичне знаряддя і щоденник. Тим часом наближалася осінь, і вельботній групі треба було поспішати, щоб не розділити долю гурту Толля. З'ясувавши щодо долі Толля все, що тільки здавалося можливим дізнатися, Колчак вирішив рушити у зворотний шлях при першому попутному вітрі — необхідно було точно встановити, чи Толль дістався Новосибірських островів. Подальше перебування на острові ще й не виправдовувало ризику занадто пізнього повернення на острів Котельний.
7 серпня вельбот рушив від берегів острова Беннетта. Колчак взяв із собою документи і невелику частину геологічних колекцій, кинутих бароном Толлем при виході з острова. Перед відпливом біля місця стоянки рятувальної експедиції було складено керн з дошкою, на якій були відзначені дати відвідування острова Колчаком і Толлем. Зворотний перехід до Нового Сибіру у Колчака зайняв також близько 2 діб, проте цього разу справа ускладнювалася присутністю у морі великої кількості льоду. Не ризикуючи в тумані і по кризі входити до Благовіщенської протоки, експедиція рушила до мису Вознесіння, якого досягла вночі 9 серпня.
11 серпня полярники досягли табору Бялиницького-Бірулі на Новому Сибіру, звідки після 3-денного відпочинку пішли через Благовіщенську протоку до острова Фадєєвського. Там зустрілися із боцманматом Толстовим. Два дні йшли Благовіщенською протокою і 16 серпня досягли острова Фадєєвського.
27 серпня Колчак насилу, в умовах сильного снігопаду і морозу, досяг і висадився на Михайловому стані Котельного острова. Тут його зустрічав Оленін, який виконав покладене на нього доручення і зберіг собак для майбутнього переходу на материк. Вересень і жовтень чекали на становлення льодів і займалися полюванням. Колчак здійснив у середині вересня санну поїздку на Малакатин-Тас і перемістив на найвищу точку масиву термометр, встановлений раніше експедицією Воллосовича на одному з його відрогів. У цей же час Оленін їздив оглядати гирла річок Глибокої і Баликтаха, щоб з'ясувати їхнє взаємне розташування.
Експедиція Колчака обстежила всі береги Котельного, Землі Бунге, Фадєєвського острова та Нового Сибіру. М. І. Бруснєв обійшов увесь берег Нового Сибіру, повторивши похід 80-річної давності лейтенанта Анжу.
16 листопада рушили в дорогу двома партіями ще не зміцнілим льодом. Коли 1 грудня прийшли до Козачого, з'ясувалося, що з осені на експедицію чекає якась пані, яка вислала для мандрівників провізію та вино. 7 грудня у Козачому відбулася зустріч Колчака з його нареченою Софією Федорівною Оміровою. Морози тоді тут доходили до −55 °C. Софія Федорівна розповіла, що в столиці мало сподівалися на сприятливий вислід експедиції і навіть хотіли її повернути, однак зв'язок із мандрівниками натоді було уже втрачено. Завершивши у Козачому справи зі здачі майна експедиції, на початку січня 1904 року Колчак із супутниками дістався Верхоянська.
26 січня, діставшись Якутська, Колчак надав телеграму президенту Академії наук, в якій повідомляв, що партія Толля залишила острів Беннетта восени 1902 року і зникла безвісти. Цю телеграму Колчака було видано багатьма газетами:
17 лютого Колчаком у Санкт-Петербург із Іркутська були відправлені чотири мезенські помори: Олексій Дорофєєв, Ілля Іньков, Олексій Олупкін та Михайло Рогачов під головуванням Василя Железнікова. У листі вченому секретареві Комісії зі спорядження Російської полярної експедиції В. Л. Біанки Колчак як керівник Рятувальної експедиції дав усім їм найвищу оцінку і повідомив, що сам на кілька днів затримується в Іркутську для підготовки звіту. Дізнавшись про початок Російсько-японської війни, Колчак відправив до столиці телеграми з вимогою відпустити його на фронт у Порт-Артур. При цьому він усвідомлював, що на нього як на начальника у зв'язку із закінченням Рятувальної експедиції лягає ціла низка обов'язків, які необхідно виконати до від'їзду на війну. Найважливіші документи і фінансову звітність він відправив із батьком, який прибув до Іркутська разом із нареченою сина. Останнє розпорядження Колчака у справах експедиції було адресовано П. В. Оленіну, якого керівник просив прийняти на себе закінчення справ експедиції у вигляді укладання й відправлення колекцій. Колчак виявив велику душевну теплоту й увагу до своїх колишніх підлеглих, чому свідченням стали листи на ім'я Біанки.

## Підсумки

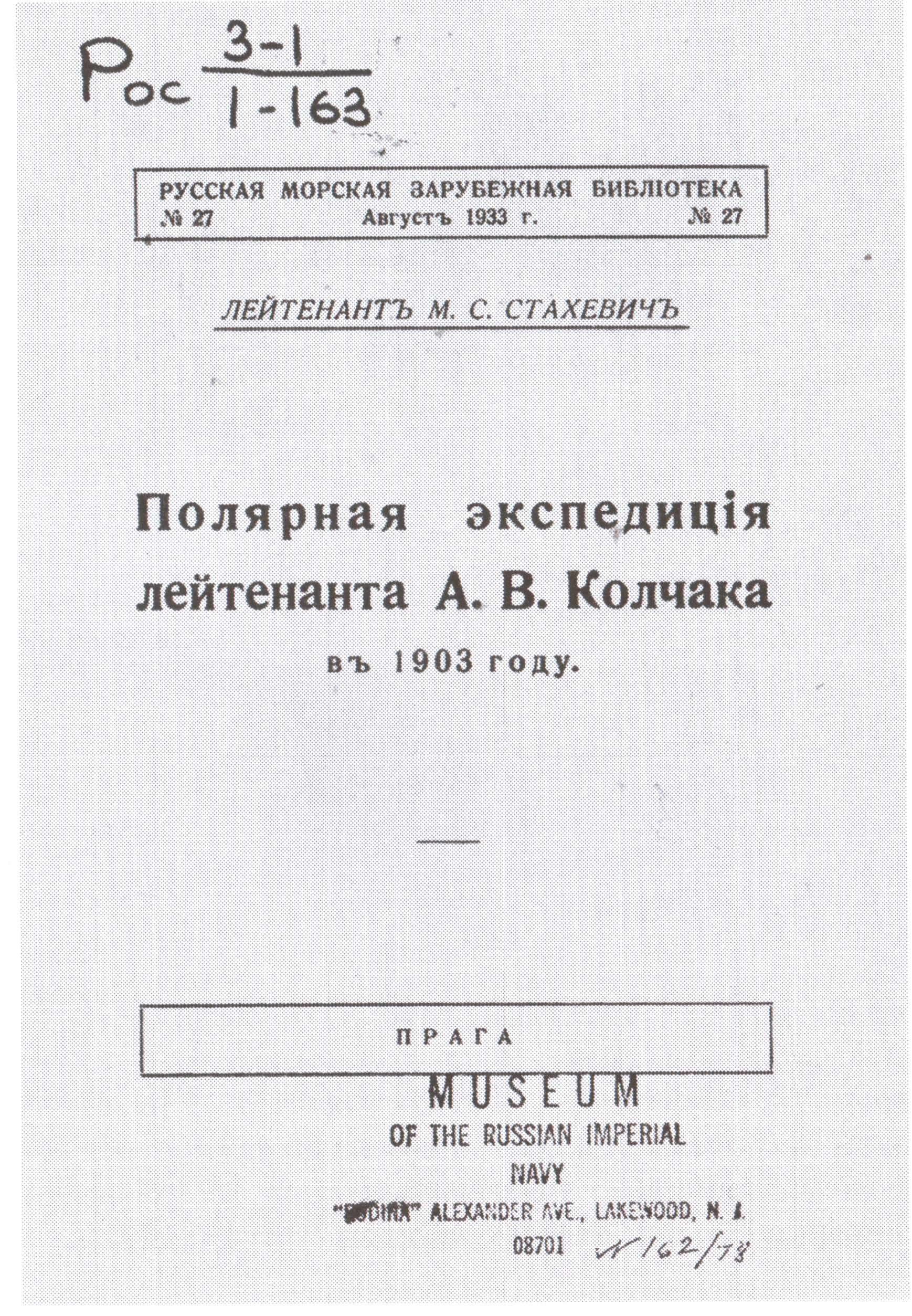
«Полярна експедиція лейтенанта Колчака». Титульна сторінка

Експедиція Колчака досягла цілі і повернулася без втрат у своєму складі, здійснивши 7-місячний похід із 90-денним арктичним санно-шлюпочним переходом: село Аджергайдах — Котельний — Фадєєвський — Новий Сибір — Беннетта. Її начальник міг пишатися успіхом величного заходу. Окрім пошуку групи Толля, експедиція Колчака вирішувала і побічні, але так само важливі дослідні завдання. Колчак відкрив й описав невідомі до того географічні об'єкти, уточнив обриси берегової смуги, вніс уточнення до природи льодоутворення.
П. П. Семенов-Тян-Шанський оцінював експедицію Колчака як «важливий географічний подвиг». Полярний подвиг молодого офіцера захоплював багатьох і був гідно оцінений: за підсумками експедиції 1903 року Олександра Васильовича було обрано дійсним членом Імператорського Російського географічного товариства, а 6 грудня 1903 року його нагородили орденом Святого Володимира 4 ступеня. 1906 року Російське географічне товариство присудило Колчаку свою найвищу нагороду — Велику Костянтинівську золоту медаль — «за участь в експедиції барона Е. В. Толля і за подорож на острів Беннетта»:
Рада Імператорського Російського Географічного Товариства на засіданні 30 січня цього року присудила дійсному члену Товариства лейтенанту Олександру Васильовичу Колчаку за участь у експедиції барона Е. В. Толля і за подорож на острів Беннета, що становить важливий географічний подвиг, вчинення якого було пов'язане з великими труднощами і небезпекою для життя, свою найвищу нагороду — Костянтинівську медаль.
Оригінальний текст (рос.)
Совет Императорского Русского Географического Общества в заседании 30 января с. г. присудил действительному члену Общества лейтенанту Александру Васильевичу Колчаку за участие в экспедиции барона Э. В. Толля и за путешествие на остров Беннета, составляющее важный географический подвиг, совершение которого было сопряжено с большими трудностями и опасностью для жизни, свою высшую награду — Константиновскую медаль.
Нагороджено й інших учасників Рятувальної експедиції — завдяки клопотанню Колчака, хто як ніхто інший розумів, за яку небезпечну справу взялися його помічники, і тому прагнув домогтися для них якнайбільшого сприяння. Никифор Бегічов, Василь Железніков та ще 6 матросів, зарахованих до флотських екіпажів у Кронштадті, були нагороджені золотими медалями «За старанність». 4 мезенські помори А. А. Дорофєєв, М. М. Рогачов, А. М. Олупкін та І. Я. Іньков були також нагороджені золотими медалями «За старанність» пізніше — 8 (21) липня 1909 року — багато в чому завдяки зусиллям нового голови Комісії для спорядження Російської полярної експедиції академіка О. П. Карпинського. Довшу пам'ять залишив про свої полярні заслуги М. І. Бруснєв — його ім'ям було названо острів за рейдом Лени, а 1968 року на ньому на честь цього самотнього полярного мандрівника було встановлено бетонний обеліск.
А. В. Колчак став четвертим із полярних мандрівників, нагороджених Великою Костянтинівською золотою медаллю. До нього цієї медалі нагороджувалися лише троє знаменитих полярних дослідників: іноземці Ф. Нансен, О. Норденшельд та російський офіцер М. Д. Юргенс. Арктичні походи принесли Колчаку славу й авторитет у галузі гідрографії, неофіційно його стали називати Колчак-Полярний.

## Пам'ять
Полярники, що побували 1956 року на острові Беннетта, спорудили з уламків скель пам'ятну дошку із забороненим у ті роки ім'ям керівника рятувальної експедиції 1903 року О. В. Колчака.
1968 року на березі бухти Тикси на честь М. І. Бруснєва було встановлено бетонний пам'ятний обеліск.

## Рятувальна експедиція О.В.Колчака в історіографії
За радянської влади спотворювалися як історія самої Російської полярної експедиції із замовчуванням ролей Толля і Колчака, так і історія рятувальної експедиції 1903 року, де головну роль грав уже сам Колчак.
У газетах СРСР повідомлялося про те, що цінні колекції Толля виявив якийсь «порадник». У спогадах контр-адмірала В. К. Пілкіна «Два адмірали» це описується наступним чином: